# 七の和音
七の和音（しちのわおん）とは、根音から7度に相当する音を構成音として含み、かつ9度以上の高次の音を含まないような和音の総称である。一般には、根音、第3音、第5音、第7音からなる四和音のことを指す。英語風に「セブンス・コード」、「セブンス系」とも呼ばれる。

## 七の和音の種類
- 属七の和音（ドミナント・セブンス）
- 短七の和音（マイナー・セブンス）
- 長七の和音（メイジャー・セブンス）
- 減七の和音（ディミニッシュト・セブンス）
- 半減七の和音=減五短七の和音（マイナー・セブンス・フラッティド・フィフス / ハーフ・ディミニッシュト）
- 短三長七の和音（マイナー・メイジャー・セブンス）
- 増七の和音（オーグメント・セブンス）

その他、メイジャー・セブンス・フラッティド・フィフスやオーグメント・メイジャー・セブンス、マイナー・メイジャー・セブンス・フラッティド・フィフス、セブンス・フラッティド・フィフス、オーグメント・セブンス、セブンス・サスペンデッド・フォースのコードがある。

## 類似する和音
七の和音は、根音から3度の音程を堆積することによって得られた和音である。この考え方を推し進めると、さらに高次の和音を考えることができる。
- 九の和音
- 十一の和音
- 十三の和音